# علم محموله‌پرست‌گونه

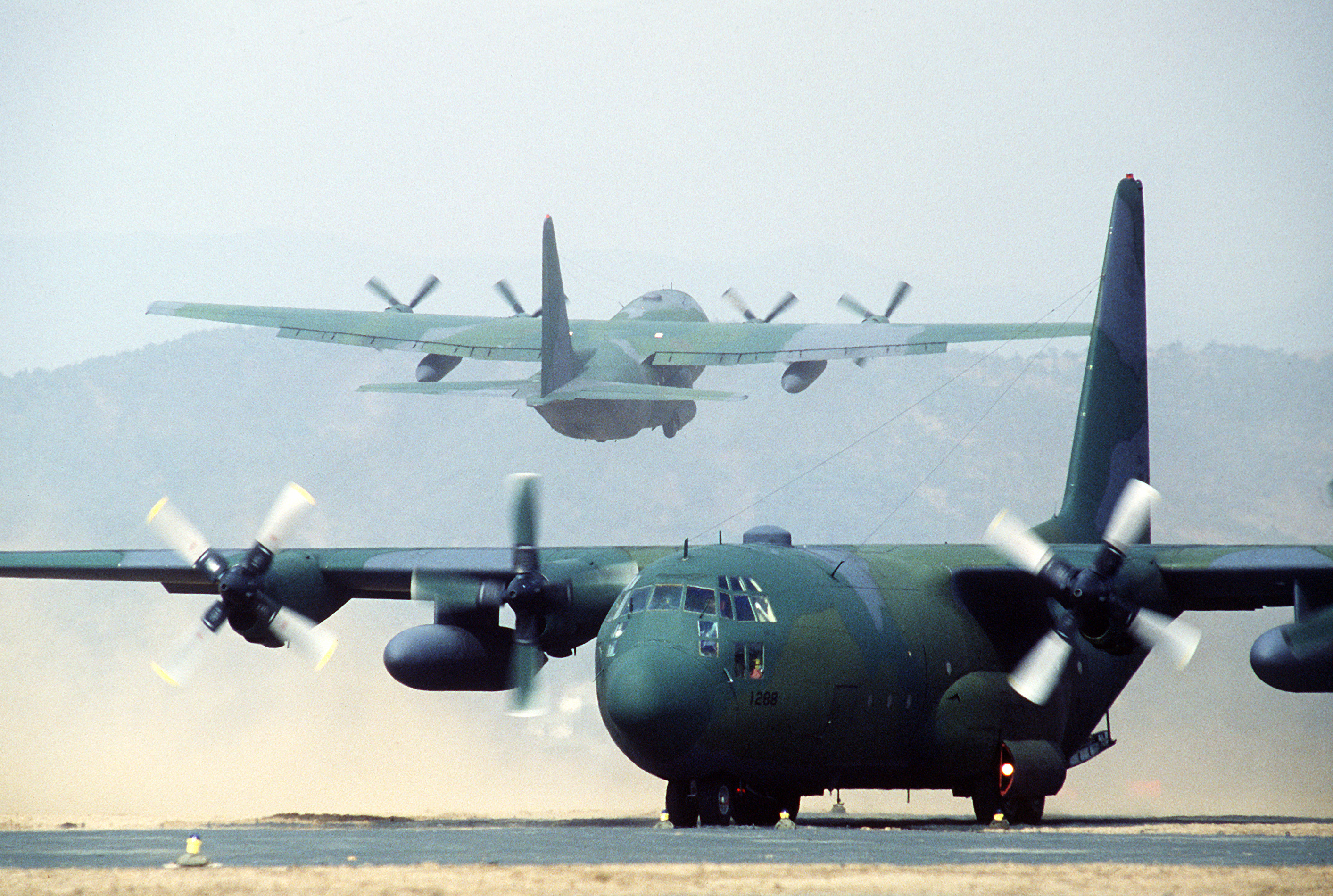
یک هواپیمای هرکولس سی-۱۳۰ نیروی هوایی ایالات متحده در حال تاکسی کردن و برخاستن هواپیمای دیگر از باند فرودگاه یئو جو در جریان رزمایش مشترک ایالات متحده و کره جنوبی با نام Team Spirit '84.

علم محموله‌پرست‌گونه (به انگلیسی: Cargo Cult Science) یا علم صوری اشاره به شیوه‌هایی به ظاهر علمی دارد که در واقع روش‌های علمی در آنها به کار گرفته نمی‌شود.
این اصطلاح را نخستین بار فیزیکدانی بنام ریچارد فاینمن در سخنرانی سال ۱۹۷۴ خود در آیین دانش‌آموختگی دانشجویان مؤسسه فناوری کالیفرنیا (Caltech) آمریکا باب کرد.
این نام برگرفته از فرقه‌های محموله‌پرست است که در ملانزی پدید آمده‌بودند.
مردم بومی این مناطق که نمی‌توانستند تصور کنند محموله‌ها و کالاهای لوکس و پیشرفته‌ای که سفیدپوستان و استعمارگران به این نواحی آوردند ساخته دست انسان باشد آن محموله‌ها را فرستاده‌هایی از سوی نیاکان درگذشته خود پنداشتند که سفیدپوستان با روش‌های خود موفق به دست‌یابی به این محموله‌ها شده‌اند. به این خاطر مردم بومی کوشیدند تا با تقلید رفتار سفیدپوستان نظر نیاکان را جلب کنند تا بارها را به جای سفیدپوستان به بومیان تحویل دهند.